# زياديون
الزياديون أو بنو زياد سلالة حكمت اليمن في الفترة 203 – 409 هـ/ 819 – 1019 م عندما أرسل الخليفة المأمون واليه محمد بن عبد الله بن زياد الأموي حاكما باسمه إلى اليمن.
أقام الزياديون دولتهم في زبيد بعد تمرد قبائل الأشاعرة وعك في تهامة. تولى بعدهم آل نجاح التابعين للزياديين والمؤيدين من قبل مركز الخلافة في بغداد، وقامت حروب بينهم وبين الدولة الصليحية انتهت بانتصار الأخيرة وقامت عدة دويلات مثل دولة بني يعفر الحميرية ودولة الأئمة الزيدية الأولى في صعدة وبنو زريع وبنو حاتم وسلالة حميرية أخرى هي بنو مهدي وكلها كانت قوى قبلية متباينة المذاهب والأفكار فلم يدم الملك طويلا لأحد وشهد اليمن اضطرابات مذهبية خلال العصر العباسي الثاني. تمكن الأيوبيون من إخضاع هذه الدول والسيطرة على اليمن إلى أن تم إجلائهم من قبل الرسوليين وتوحيد كافة أقاليم اليمن وجعلوا من تعز عاصمة لهم وامتدت حدود دولتهم من ظفار إلى مكة.

## نبذة
بعد أن عانى اليمنيون من ظلم وتهميش من قبل دولة الخلافة أقدم اليمنيون على تأسيس دول يمنية مستقلة عن دولة الخلافة كان أولها الدولة الزيادية عام 204 هـ/ 819م امتدت سلطتها من مدن حلي بن يعقوب شمالا حتى عدن وحضرموت والشحر والمهرة جنوبا، وكانت مدينة زبيد عاصمة لها وخرجت صعدة عن سيطرة بني زياد عند قدوم يحيى بن الحسين إليها لتأسيس الدولة الزيدية هناك عام 284 هـ/ 897م، وخرجت حجة عن سيطرة الدولة الزيادية، والتي تنازع عليها اليعفريون ودعاة الإسماعيلية، وظهرت دولة بني نجاح على أنقاض دولة بني زياد، كما ظهرت الدولة الصليحية في جبلة، والتي واجهت منافسة قوية من دولة بني نجاح في زبيد، وكان نجاح عبدا حبشيا في الدولة الزيادية، وأسس دولته على أساس المذهب السني وكانت موالية للخليفة العباس بينما كانت الدولة الصليحية في جبلة بإب على المذهب الإسماعيلي. 

## التاريخ
شمل نفوذ بنو زياد تهامة اليمن من حلي بن يعقوب شمالاً ومروراً بمنطقة الحديدة وزبيد وتعز وإب ولحج وعدن وأبين وحضرموت وحتى منطقة الشحر في أقصى الجنوب الشرقي لليمن، وبنوا مدينة زبيد وجعلوها عاصمة لهم. وتمكن محمد بن عبد الله بن زياد من تكوين إمارة قوية مزدهرة تدين بالولاء لبغداد وحين توفى عام 859 خلفه ابنه إبراهيم الذي كان حكمه امتداداً لحكم أبيه حزماً واستقراراً وحَدَّ كثيراً من علاقته ببغداد حتى توفي عام 902 فخلفه بدوره ابنه زياد بن إبراهيم الذي لم يلبث أن توفى بعد أقل من عامين فكان حكم أخيه أبو الجيش إسحاق بن إبراهيم فطال حكمه حوالي ثمانين عاماً 903 - 981.
كانت زبيد في بداية حكم أبي الجيش قد تعرضت لسلب ونهب حين هجم عليها على بن الفضل القرمطي (ت 914) من عاصمة حكمه مذيخرة، التي كان اتخذها قاعدة انطلاق لحكمه. ثم دبَّ الضعف والتفكك في الإمارة بشيخوخة أبي الجيش فاستقلت دولة المخلاف السليماني. وكذلك فعل آخرون من النواب في المعافر وعدن وأبين ولحج وحضرموت. وبموت أبي الجيش خلفه ابنه الطفل عبد الله وصار الحكم في الواقع أيام ابن أبي الجيش في يد طائفة من المماليك المستوزرين لهم والذين أصبح لهم النفوذ في الدولة كما بات لهم أنفسهم عبيد مماليك فحكم رشيد باسم الطفل عبد الله بن أبي الجيش وخلفه بموته مملوكه النوبي الأصل الحسين بن سلامة، الذي عرف بالحزم وعلو الهمة فنهض بدور هام حاول فيه إعادة تماسك الدولة المنهارة التي أصبح سيدها غير منازع وبموته خلفه عبد حبشي له هو مرجان وكان أيضاً استاذاً لطفل هو آخر سلالة ابن زياد. وحاولت الدولة السيطرة على الجبال الغربية والجنوبية الغربية، ولكنها لم تتمكن في اغلب الأحوال لقوة نفوذ دولة آل يعفر.

## الزوال
بدأت الدولة الزيادية بالضعف تدريجياً حيث غزاها الداعي علي بن الفضل وسيطر على زبيد عاصمة الدولة وحطم قوتها. إلا أن الحياة عادت إليها من جديد بعد موت بن الفضل واستمرت ما بين ضعف وقوة وخاصة بعد وفاة الأمير أبو الجيوش إذ سيطر عليها آل نجاح موالي آل زياد حتى أصبحوا هم الملوك الحقيقيين وانفصلت عنها كثير من المناطق الجبلية والسهل الساحلي الجنوبي (تعز، إب، عدن، لحج، حضرموت) وتكونت فيها إمارات مستقلة.
وفي آخر الأمر تمكن نجاح وهو مملوك حبشي لمرجان من تأسيس دولة بني نجاح في زبيد سنة 412هـ/1021م وبهذا انقرضت دولة بني زياد. وقد دامت دولة بني زياد بزبيد ما يقرب من 197 عاما، وقد امتد حكمهم إلى بعض أنحاء اليمن، حتى بدأ الضعف فيهم وأفول نجمهم وظهور أسر جديدة مثل بنو يعفر في صنعاء والجند.

## قائمة الحكام
| م | اسم الحاكم                 | فترة الحكم    | ملاحظات                        |
| - | -------------------------- | ------------- | ------------------------------ |
| 1 | محمد بن عبد الله بن زياد   | 818 - 859 م   |                                |
| 2 | إبراهيم بن محمد بن زياد    | 859 - 902 م   |                                |
| 3 | زياد بن إبراهيم            | 902 - 904 م   |                                |
| 4 | أبو الجيش إسحاق بن إبراهيم | 904 - 981 م   |                                |
| 5 | عبد الله بن أبي الجيش      | 981 - 1001 م  | حكم باسمه مولاه رشيد           |
| 6 | الحسين بن سلامة            | 1001 - 1019 م | مولى من موالي إسحاق بن إبراهيم |

## الوزراء
| م | اسم الوزير    | الفترة        |
| - | ------------- | ------------- |
| 1 | رشيد البوساني | 981 - 983 م   |
| 2 | حسين بن سلامة | 983 - 1011 م  |
| 3 | مرجان         | 1011 - 1021 م |
| 4 | نفيس          | 1016 - 1021 م |